# BRM P115
BRM P115 — шасси команды British Racing Motors в «Формуле-1». Использовалось командой в 1967 и 1968 сезонах, однако основным шасси не было: в сезоне 1967 года главным шасси было BRM P83, а в сезоне 1968 года BRM использовали разные модификации машины «Формулы-1».

## 1967
Джеки Стюарт, пилот British Racing Motors, ездил на BRM P115 в сезоне 1967 «Формулы-1», начиная с Гран-при Германии. На Нюрбургринге Стюарт стартовал третьим, но не сумел финишировать по техническим причинам. Следующие четыре Гран-при также оказались неудачными для британского гонщика. В итоге British Racing Motors набрали в общем зачёте лишь 17 очков и заняли шестое место в Кубке Конструкторов.

## 1968
Майк Спенс принял участие в Гран-при ЮАР 1968 года за рулём BRM P115. Он сошёл с трассы из-за проблем с двигателем. Это была последняя гонка «Формулы-1» для шасси BRM P115, так ни разу и не дошедшего до финиша.

## Результаты выступлений в Формуле-1
| Легенда к таблице |                                                                    |
| --- | ------------------------------------------------------------------ |
| В таблице перечислены результаты всех Гран-при Формулы-1, в которых использовался автомобиль. Строками таблицы являются сезоны, столбцами — этапы чемпионата мира. В каждой клетке указаны сокращённое название этапа и результат, дополнительно обозначенный цветом. Расшифровка обозначений и цветов представлена в нижеследующей таблице. |                                                                    |
| \| Пример \| Описание \| \| ------------ \| ------------------------------------------------------------------ \| \| 1 \| Победитель \| \| 2 \| Второе место \| \| 3 \| Третье место \| \| 5 \| Финишировал, заработав очки \| \| Сход \| Не финишировал, но при этом заработал очки \| \| 12 \| Финишировал, не получив очков \| \| НКЛ \| Финишировал, но не попал в финальную классификацию \| \| 15 \| Участвовал вне зачёта, либо по отдельной классификации \| \| 18 \| Не финишировал, но попал в финальную классификацию \| \| Сход \| Не финишировал \| \| НКВ \| Не прошёл квалификацию \| \| НПКВ \| Не прошёл предквалификацию \| \| ДСК \| Дисквалифицирован \| \| ИСК \| Исключён из протокола соревнований \| \| ТТ \| Заявлен для участия только в тренировках \| \| НС \| Участвовал в квалификации, но не стартовал в гонке \| \| Т \| Травмирован или болен \| \| ОТК \| Отказ от участия \| \| НТР \| Прибыл на соревнования, но на трассу не выезжал \| \| НПР \| Был заявлен в числе участников, но не прибыл к началу соревнований \| \| О \| Соревнования отменены \| \| \| Не участвовал \| \| Поул-позиция \| \| \| Быстрый круг \| \| |                                                                    |
| Пример | Описание                                                           |
| 1 | Победитель                                                         |
| 2 | Второе место                                                       |
| 3 | Третье место                                                       |
| 5 | Финишировал, заработав очки                                        |
| Сход | Не финишировал, но при этом заработал очки                         |
| 12 | Финишировал, не получив очков                                      |
| НКЛ | Финишировал, но не попал в финальную классификацию                 |
| 15 | Участвовал вне зачёта, либо по отдельной классификации             |
| 18 | Не финишировал, но попал в финальную классификацию                 |
| Сход | Не финишировал                                                     |
| НКВ | Не прошёл квалификацию                                             |
| НПКВ | Не прошёл предквалификацию                                         |
| ДСК | Дисквалифицирован                                                  |
| ИСК | Исключён из протокола соревнований                                 |
| ТТ | Заявлен для участия только в тренировках                           |
| НС | Участвовал в квалификации, но не стартовал в гонке                 |
| Т | Травмирован или болен                                              |
| ОТК | Отказ от участия                                                   |
| НТР | Прибыл на соревнования, но на трассу не выезжал                    |
| НПР | Был заявлен в числе участников, но не прибыл к началу соревнований |
| О | Соревнования отменены                                              |
| | Не участвовал                                                      |
| Поул-позиция |                                                                    |
| Быстрый круг |                                                                    |

| Год  | Шасси    | Двигатель                | Ш | Гонщики      | 1    | 2   | 3   | 4   | 5   | 6   | 7    | 8    | 9    | 10   | 11   | 12  | Место | Очки |
| ---- | -------- | ------------------------ | - | ------------ | ---- | --- | --- | --- | --- | --- | ---- | ---- | ---- | ---- | ---- | --- | ----- | ---- |
| 1967 | BRM P115 | Owen Racing Organisation | G |              | ЮАР  | МОН | НИД | БЕЛ | ФРА | ВЕЛ | ГЕР  | КАН  | ИТА  | США  | МЕК  |     | 6     | 17   |
| 1967 | BRM P115 | Owen Racing Organisation | G | Джеки Стюарт |      |     |     |     |     |     | Сход | Сход | Сход | Сход | Сход |     | 6     | 17   |
| 1968 | BRM P115 | Owen Racing Organisation | G |              | ЮАР  | ИСП | МОН | БЕЛ | НИД | ФРА | ВЕЛ  | ГЕР  | ИТА  | КАН  | США  | МЕК | 5     | 28   |
| 1968 | BRM P115 | Owen Racing Organisation | G | Майк Спенс   | Сход |     |     |     |     |     |      |      |      |      |      |     | 5     | 28   |